# Arnaldo Mussolini

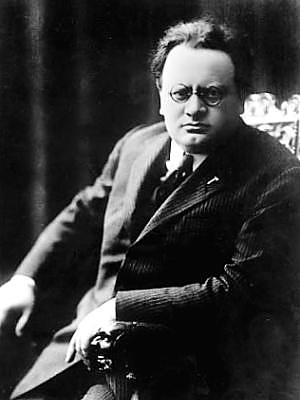
Arnaldo Mussolini

Arnaldo Mussolini (* 11. Januar 1885 in Dovia di Predappio; † 21. Dezember 1931 in Mailand) war ein italienischer Journalist und Politiker. Er war der jüngere Bruder von Benito Mussolini.

## Leben
Der jüngere Sohn des Schmieds und Sozialisten Alessandro Mussolini (1854–1910) und der katholischen Grundschullehrerin Rosa Maltoni (1858–1905) erhielt seinen Vornamen zu Ehren von Arnold von Brescia. Nach einer Ausbildung an der Landwirtschaftsschule in Cesena heiratete Arnaldo Mussolini 1909 Augusta Bondanini, mit der er drei Kinder hatte: Sandro Italico, Vito und Rosina. Er arbeitete als Lehrer für Agronomie, zunächst an einer Schule in San Vito al Tagliamento,  dann an seinem Geburtsort, wo er zudem bis 1914 den Posten des sozialistischen Gemeindesekretärs versah.
Wie sein Bruder nahm er am Ersten Weltkrieg teil, beendete ihn als Unterleutnant und ließ sich nach Kriegsende in Mailand nieder, wo er die Leitung der Verwaltung von Il Popolo d’Italia übernahm, einer Tageszeitung, die sein Bruder 1914 gegründet hatte. Als dieser 1922 in den Großen Faschistischen Rat einzog, übernahm Arnaldo die Direktion der Zeitung. Er unterstützte stets die Politik seines Bruders, hatte auch die Aufgabe, seine Reden gegenzulesen, und gehörte zu seinen engsten Vertrauten. Bis 1927 gab er zusätzlich zu seiner leitenden Tätigkeit für Il Popolo d’Italia einige weitere Zeitungen heraus, darunter eine für die faschistische Jugendorganisation Balilla. Im November 1928 wurde ihm der Titel eines Ehrendoktors in Agrarwissenschaften verliehen.
1930 war er Mitbegründer der Schule der faschistischen Mystik in Mailand. Sie war nach seinem jung verstorbenen Sohn Sandro Italico benannt und hatte zum Ziel, Nachwuchskräfte für die Nationale Faschistische Partei heranzuziehen. 1931 kam es zu einer Krise zwischen dem faschistischen Regime und der katholischen Kirche, in der Arnaldo Mussolini zu vermitteln versuchte. Zur Sprache kamen dabei unter anderem der jeweilige Stellenwert in der Erziehung der Jugend sowie faschistische Ausschreitungen gegen die Laienorganisation Azione Cattolica oder die katholische Frauenorganisation Gioventù femminile, die faschistische Mitglieder aus ihren Reihen ausgeschlossen hatte.
Im Alter von 46 Jahren starb Arnaldo Mussolini überraschend in Mailand am 21. Dezember 1931 an einem Herzinfarkt. Er wurde auf dem Friedhof von Paderno, einer Fraktion der Gemeinde Mercato Saraceno, dem Geburtsort seiner Frau, beigesetzt.

## Schriften (Auswahl)
- Coscienza e dovere („Gewissen und Pflicht“)